# 西博尔德住宅
西博尔德住宅（SieboldHuis）是一座位于荷兰南荷兰省莱顿拉彭堡的博物馆，展出菲利普·弗朗茨·冯·西博尔德从日本长崎市的对荷兰贸易港出島收集的藏品。该馆也是展示日本文化的博物馆。

## 馆史与建筑
位于Rapenburg 19的建筑由四座始建于15世纪的住宅组成，它们于16世纪初被并作一处居所。
已知最早的居民是保卢斯·拜斯（Paulus Buys，1531-1594年），他在八十年战争中扮演了重要角色。他曾是莱顿行政长官（Pensionaris of Leiden），也是奥兰治的威廉（Willem van Oranje）的密友。他是国务委员会（Council of State）的成员，莱茵兰（Rijnland）首席议员（hoogheemraad），以及莱顿大学负责人（curator of Leiden University）。他是18位莱顿城中最富有者之一。
在拜斯之后，该住宅被富裕的佛兰德商人如丹尼尔·范德默伦（Daniël van der Meulen，1554-1600年）居住，后者参与建造了新市政厅，并且也是奥兰治的威廉（Willem van Oranje）的朋友。
在该阶段之后，巴茲家族居住于此宅。该显赫家族的三代人均曾居于此，他们所有人均以这种或那种形式参与到地方政治中。市长威廉·巴茲（Mayor Willem Paets，1596-1669年）指示建成了该住宅后侧的古典风格的立面，这可能是由阿伦特·凡·斯·赫拉弗桑德（Arent van 's Gravensande）设计，后者还设计了莱顿布料厅，即如今的莱顿市立博物馆。
富有的商人约翰内斯·范贝亨·范德赫赖普（Johannes van Bergen van der Grijp，1713-1784年），原巴达维亚荷兰政府行政首长（head administrator），将该建筑位于Rapenburg一侧的立面翻新成如今的面貌。该住宅本身需要对阶梯和地下室进行大调整。
底层大房间那美丽的天花板是由当时最著名的英格兰建筑师詹姆斯·怀亚特（James Wyatt，1748-1813年）设计的。他设计的作品在英国之外很少见。该作品的真实性之证据可见于Wyatt同约翰内斯·梅尔曼（Johannes Meerman，1753-1815年）的一封通信，后者在Rapenburg 19住过很短的时间。
该建筑的下一位主人将其卖给了菲利普·弗朗茨·冯·西博尔德（1796-1866年）。他在此没住多长时间，在买下该宅后他用其展出他的日本艺术和文物的收藏。他交替居住于其位于莱顿Lage Rijndijk的Huize Nippon中以及德国。自1837年至1844年，他将其租给学生社团Minerva。1844年起，他的德国同事，教授（Caspar George Carel Reinwardt，1773-1854年）租下此宅。
最后一位私人房主是彼得鲁斯·德拉特（Petrus de Raadt，1796-1862年），福尔斯霍滕的Noorthey研究所的创办者。他去世后，国家政府购得此宅。直到2000年，它一直被用作区法院（district court）以及治安官法院（magistrates court）。
为纪念荷日通好400周年，该建筑于2000年在7个月内被改装为一座博物馆。
此时该建筑被彻底翻新并恢復它以前的輝煌。2005年初，面貌一新的西博尔德住宅向公众开放。
现该建筑地上三层中，底层有接待室，前厅，放映室，全景室，动植物室，二层有珍品室，地图室，三层为临时展览室。

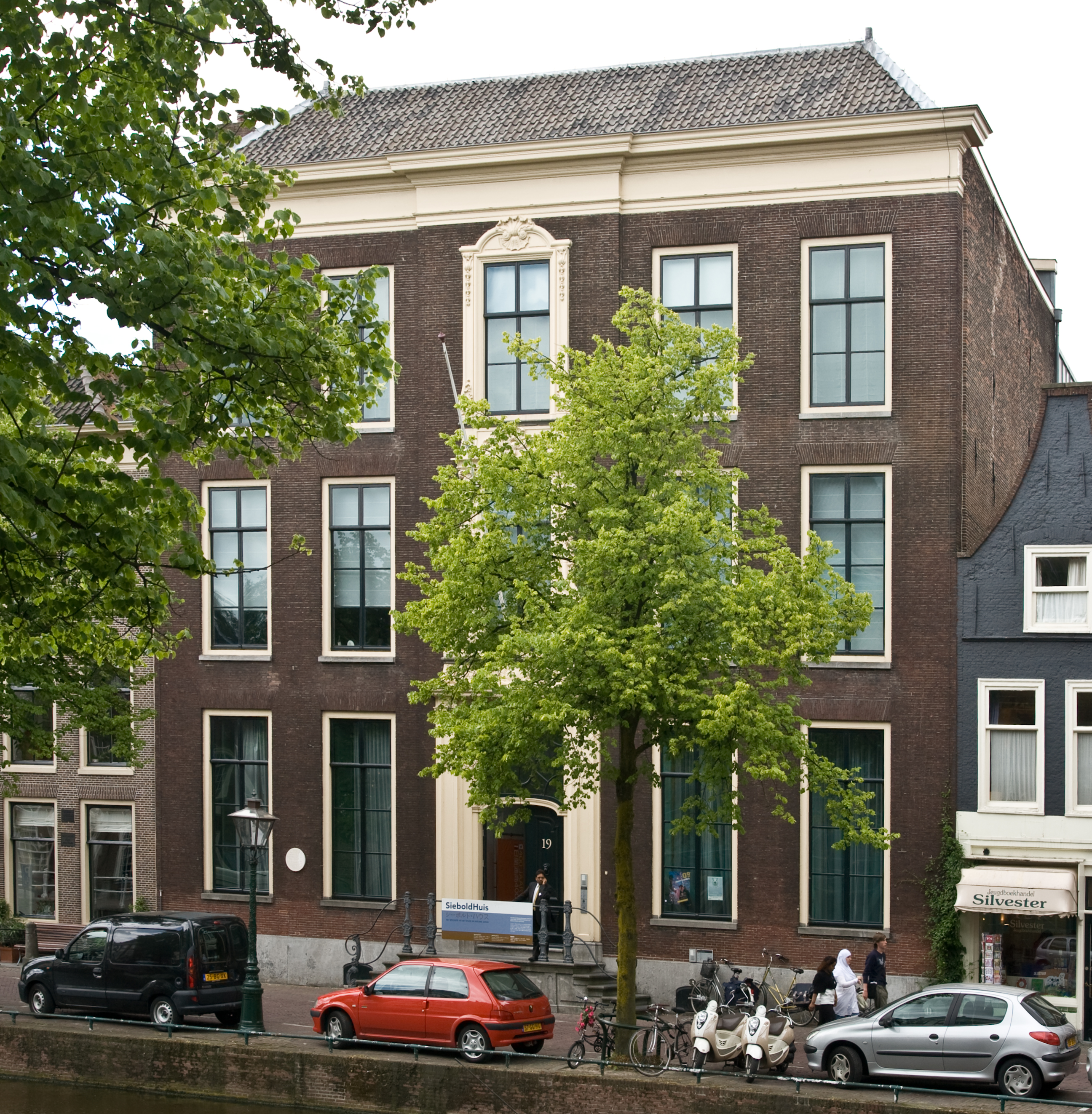
博物馆外景
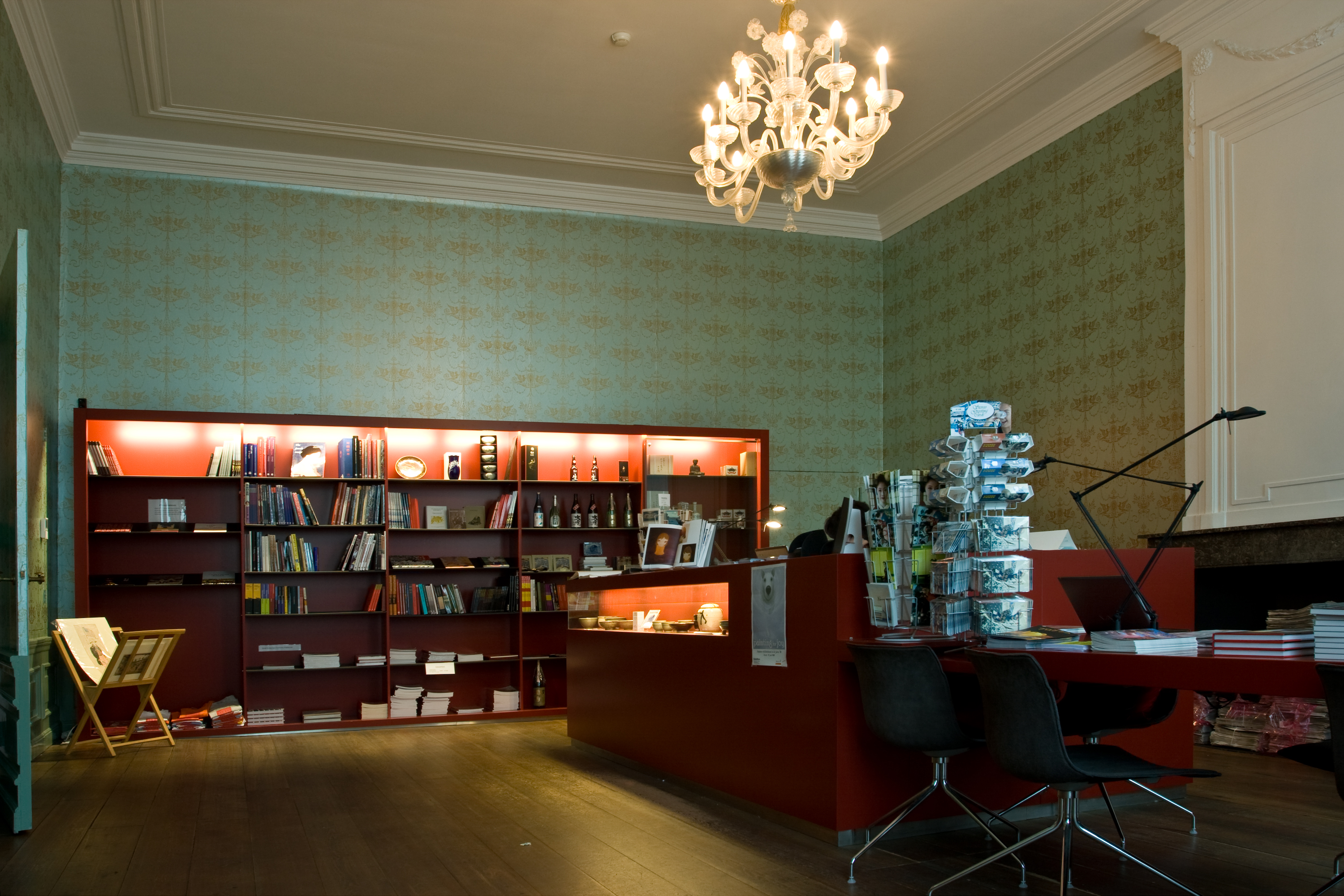
接待室（Receptiekamer Sieboldhuis）
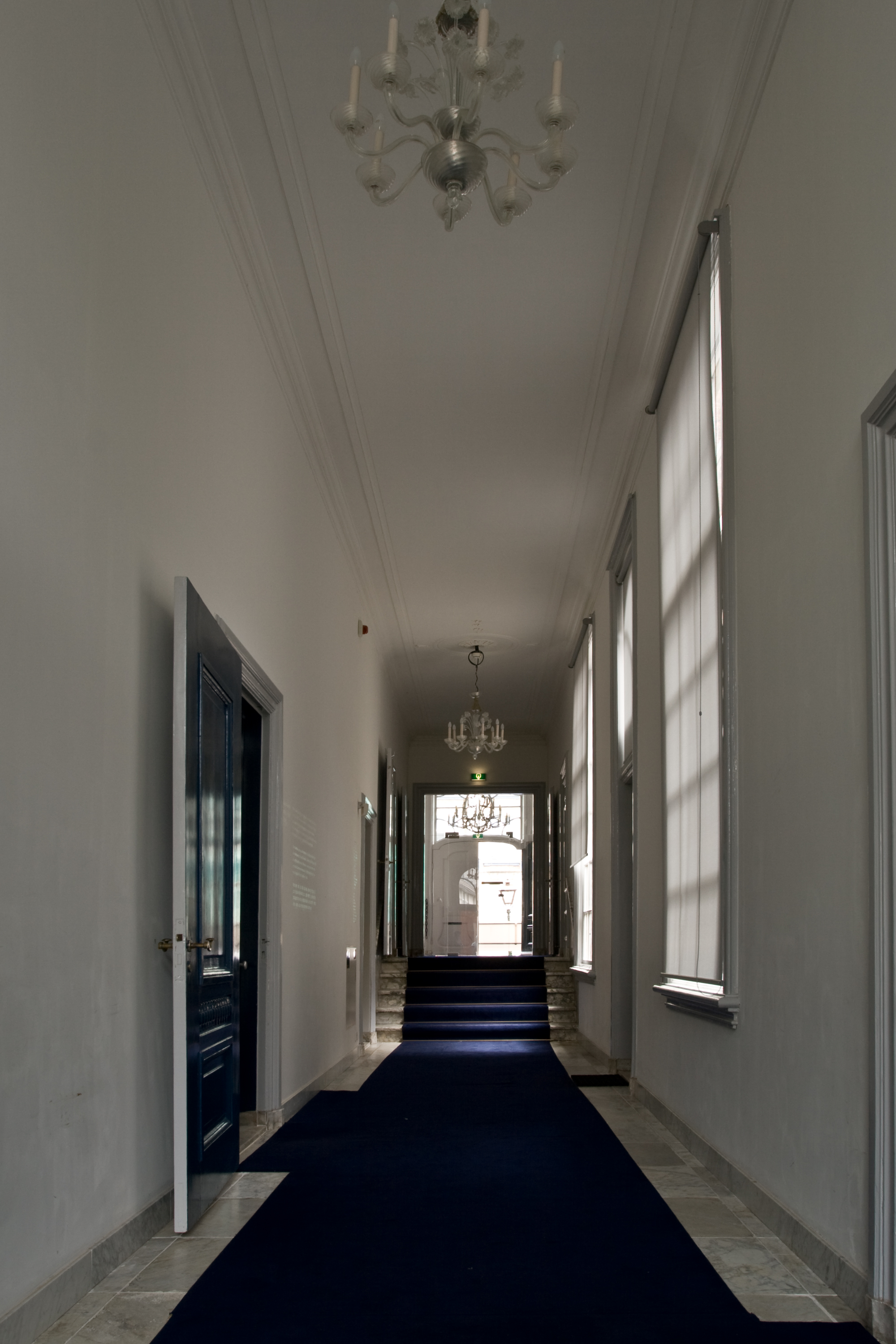
前厅（Hal Sieboldhuis）
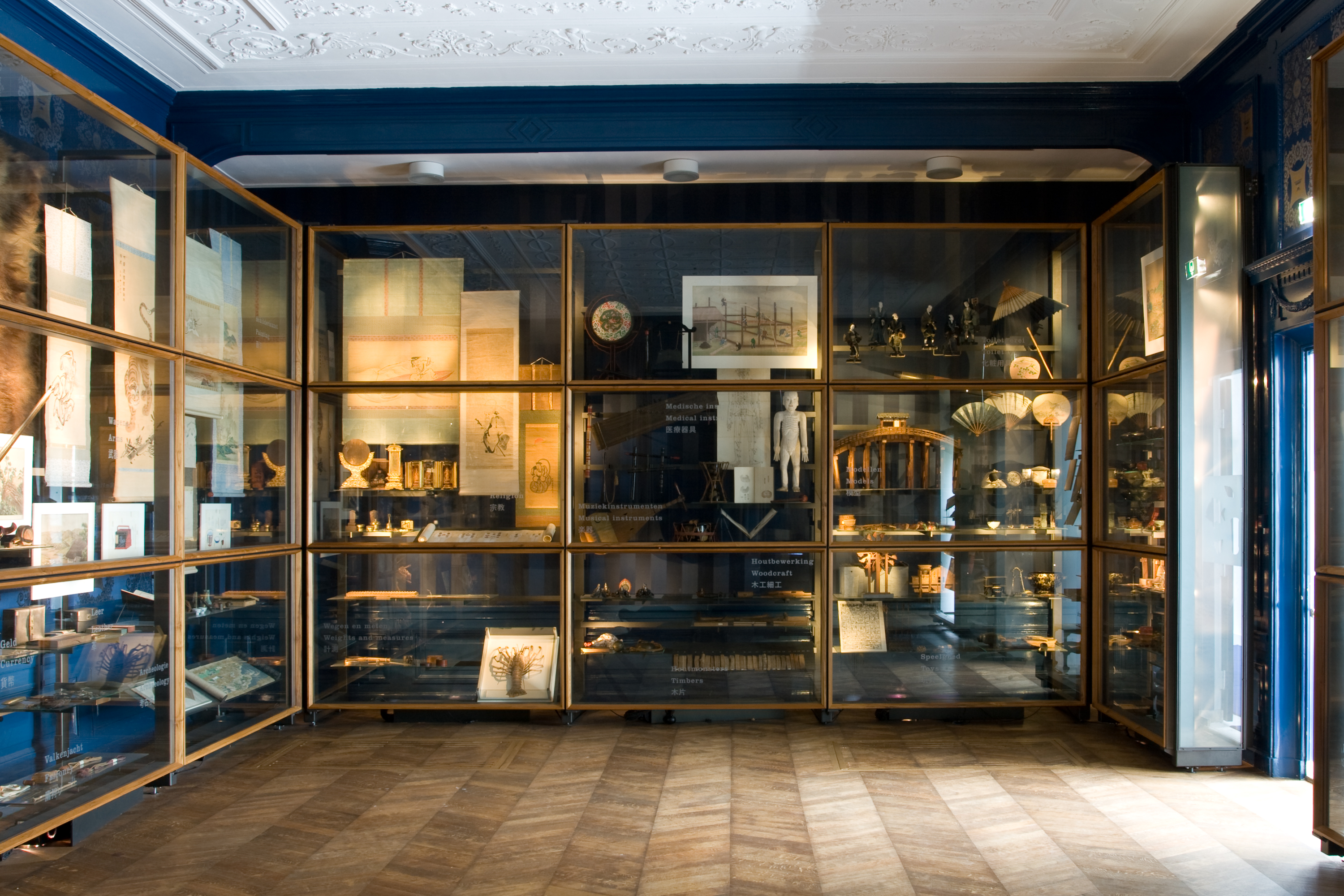
全景室（Panoramakamer Sieboldhuis）
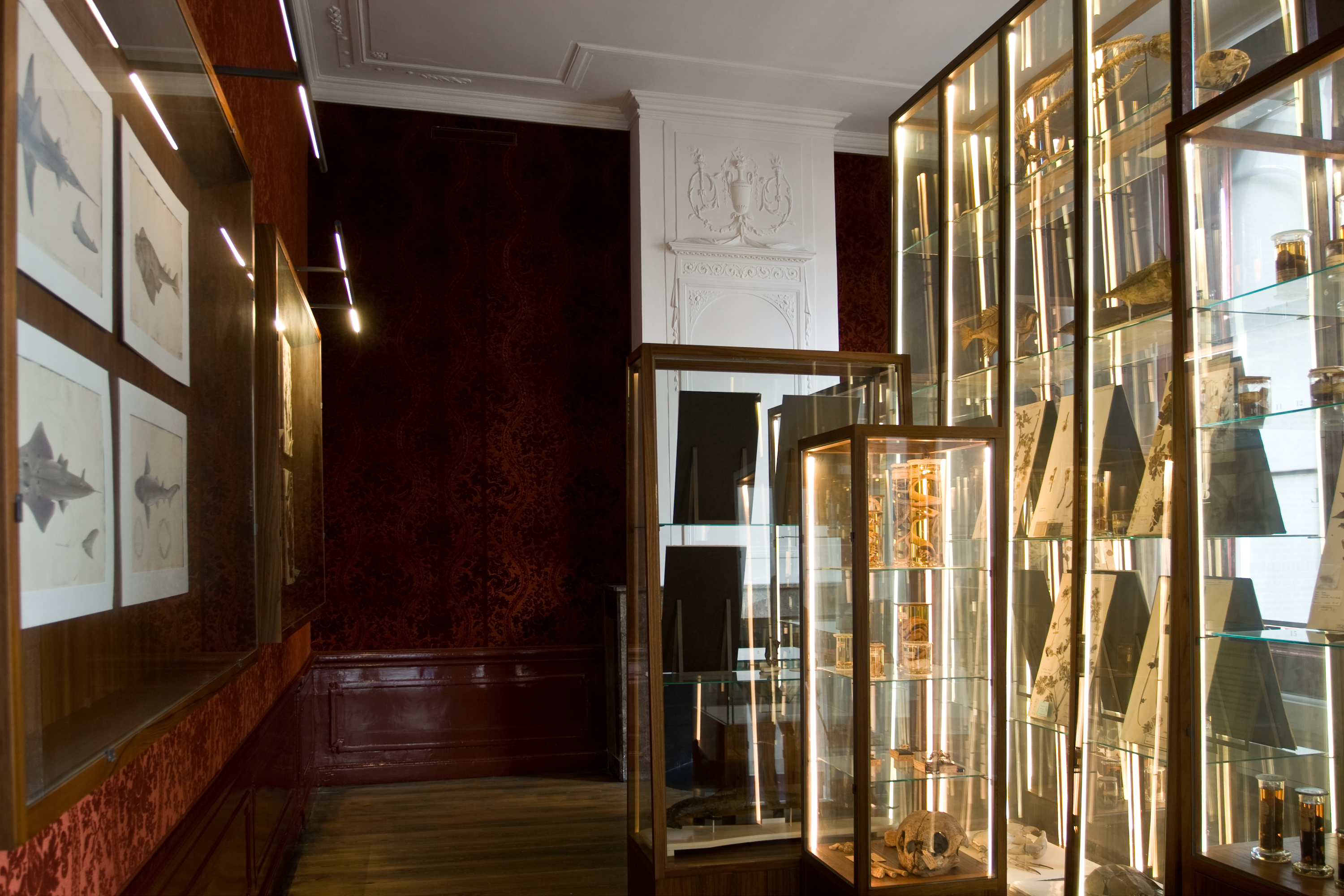
动植物室（Flora en Faunakamer Sieboldhuis）
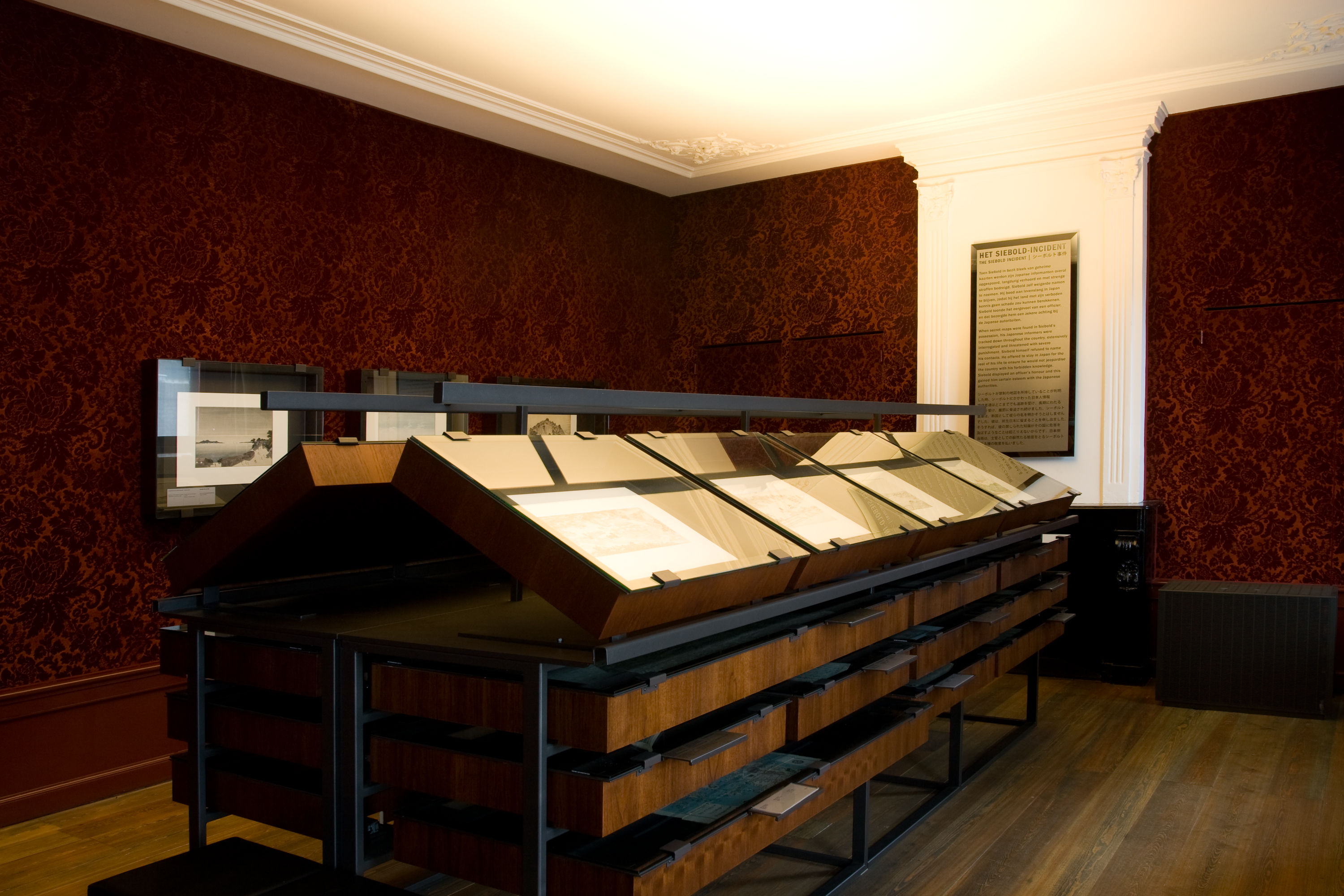
地图室（Kaartenkamer Sieboldhuis）
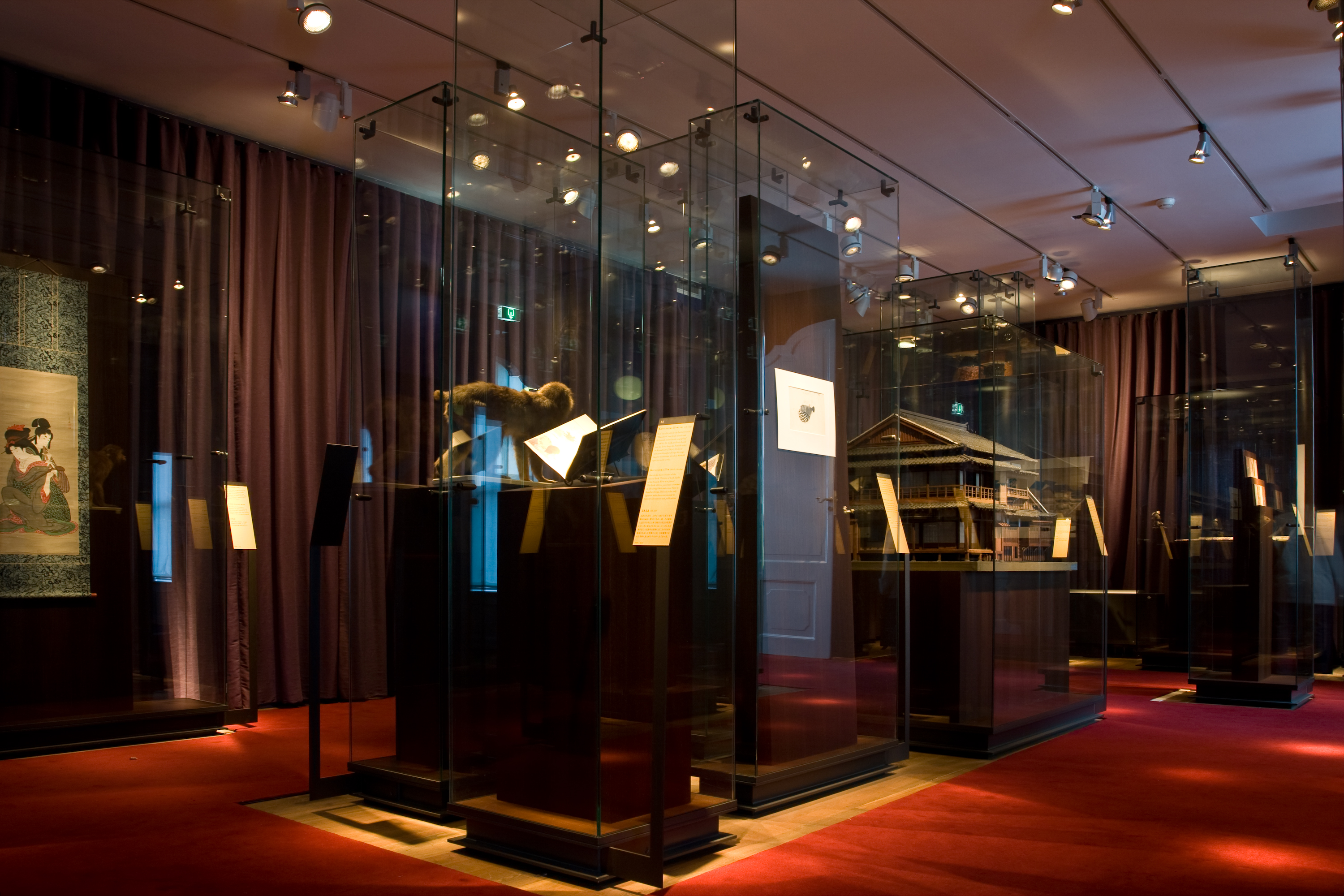
珍品室（Schatkamer Sieboldhuis）
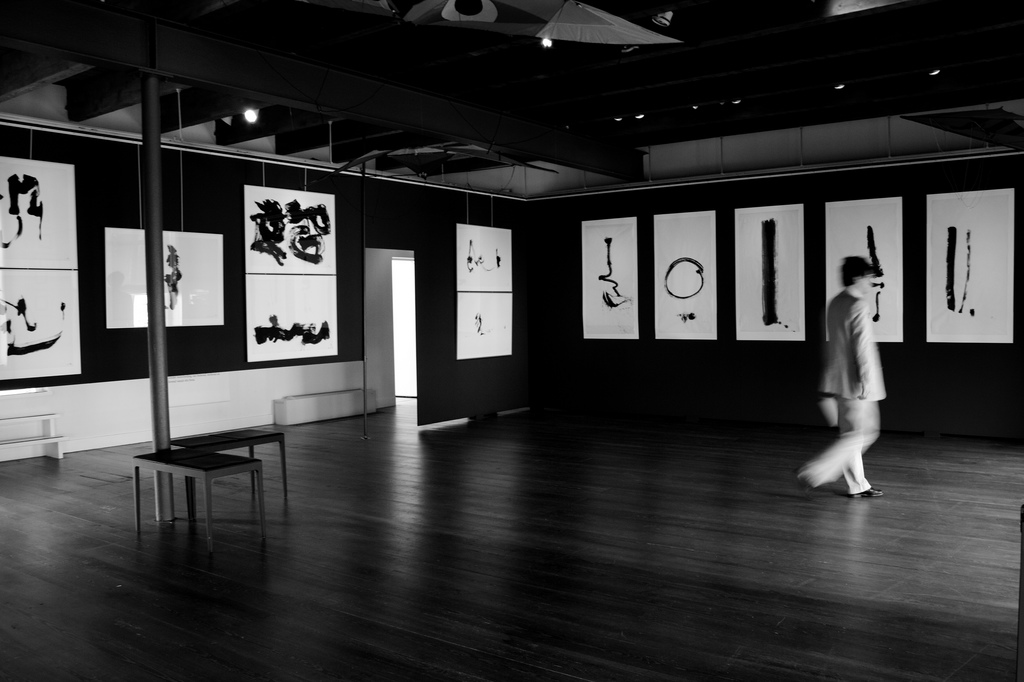
临时展览室
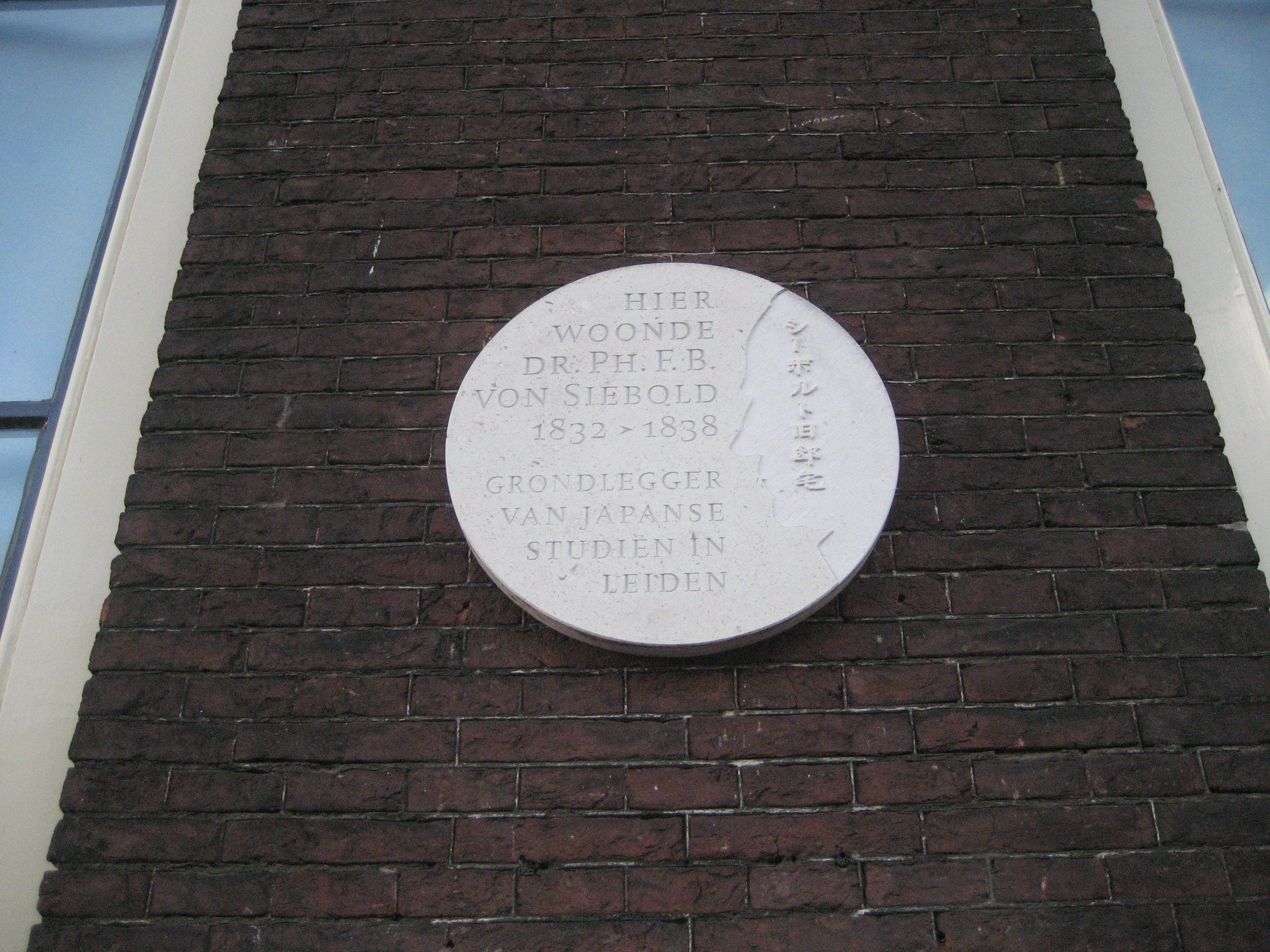
紀念牌匾

## 藏品图集

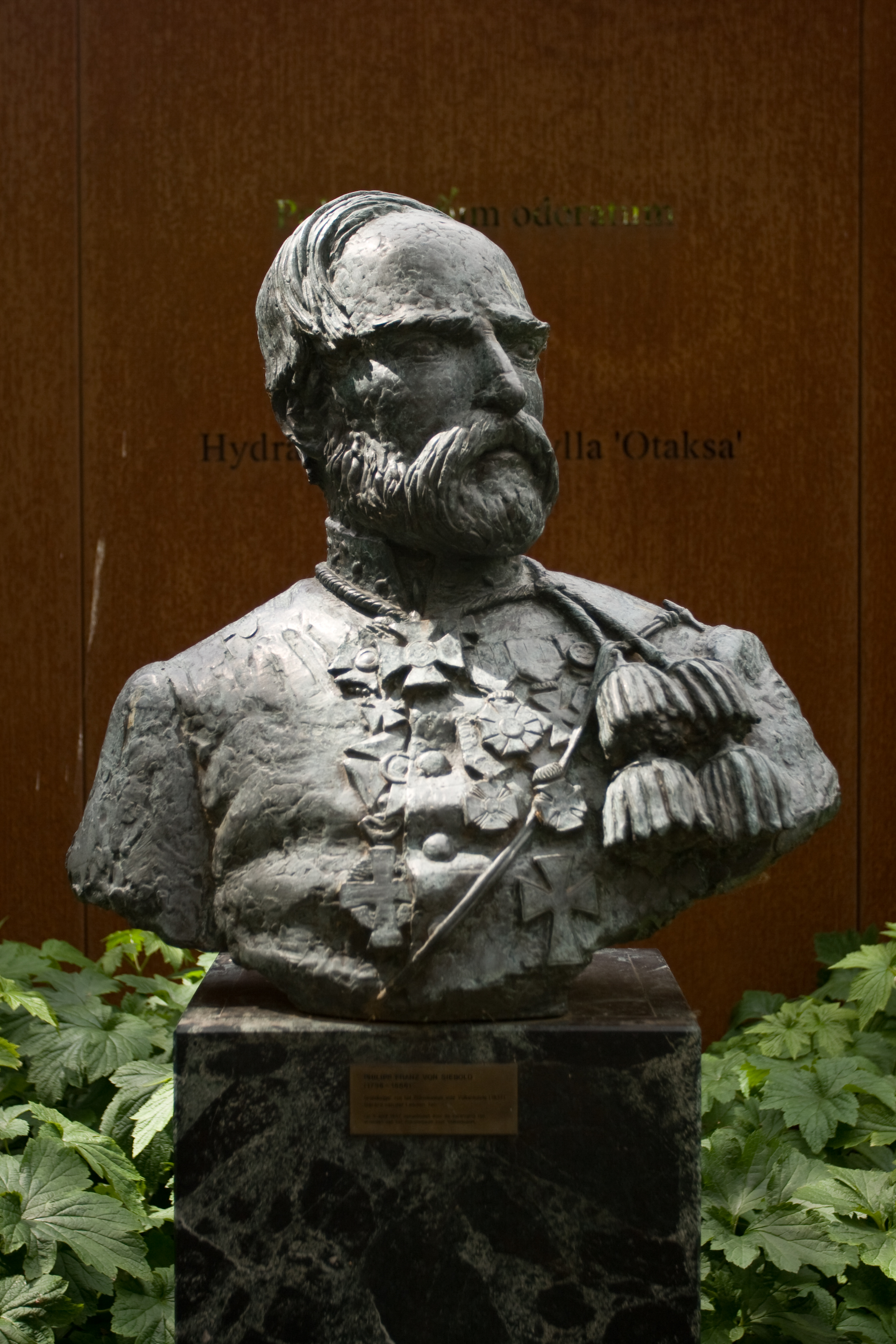
西博尔德像（位于莱顿植物园内）
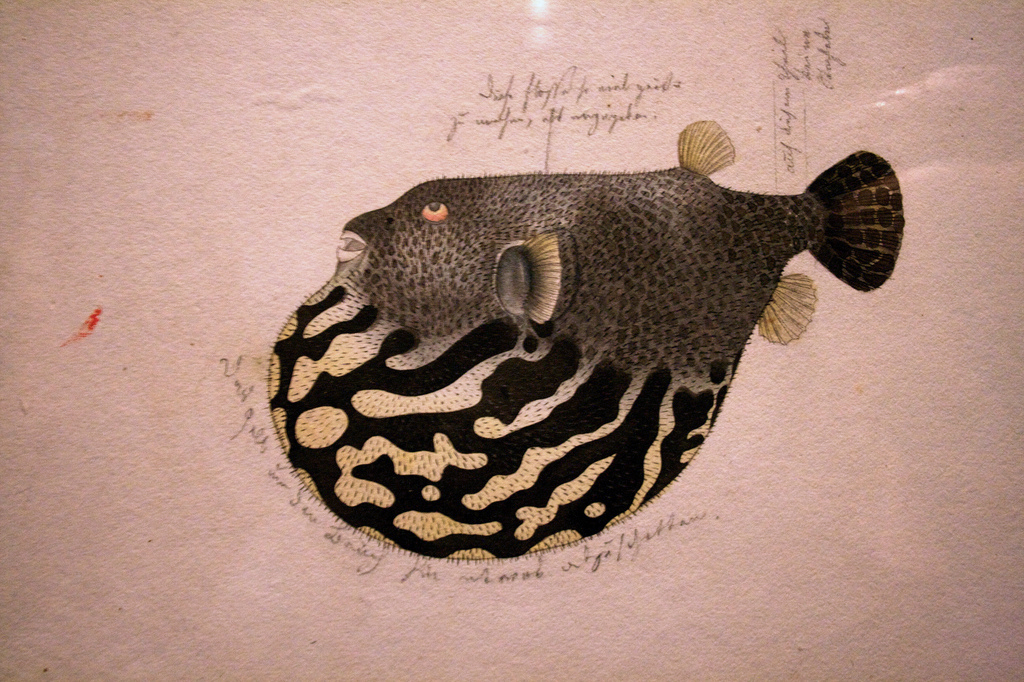
日本的河豚
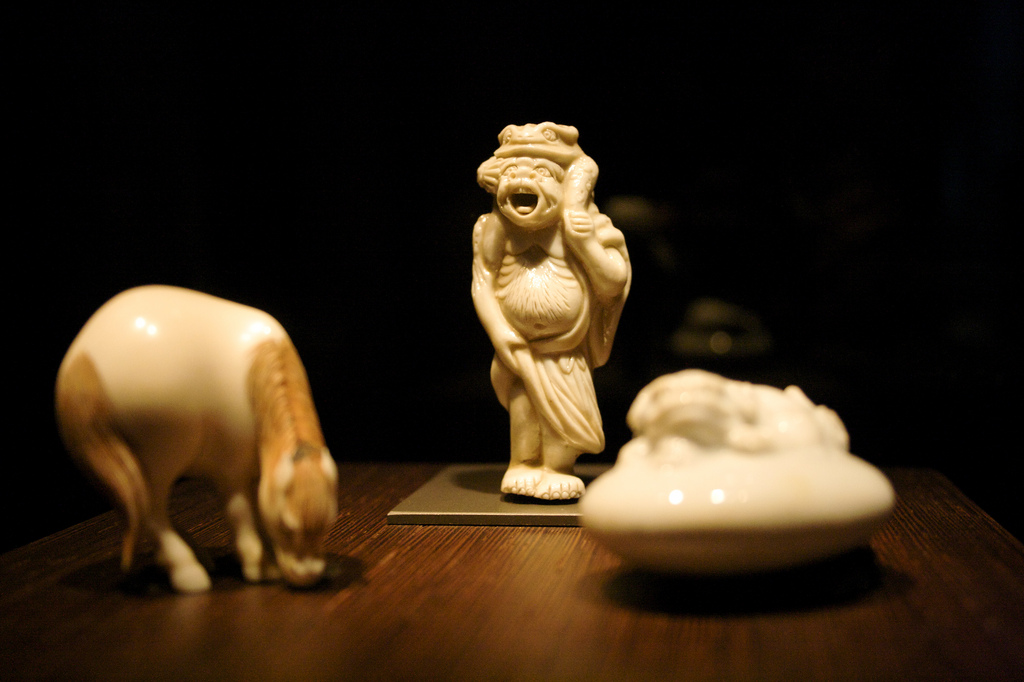
日本的根付
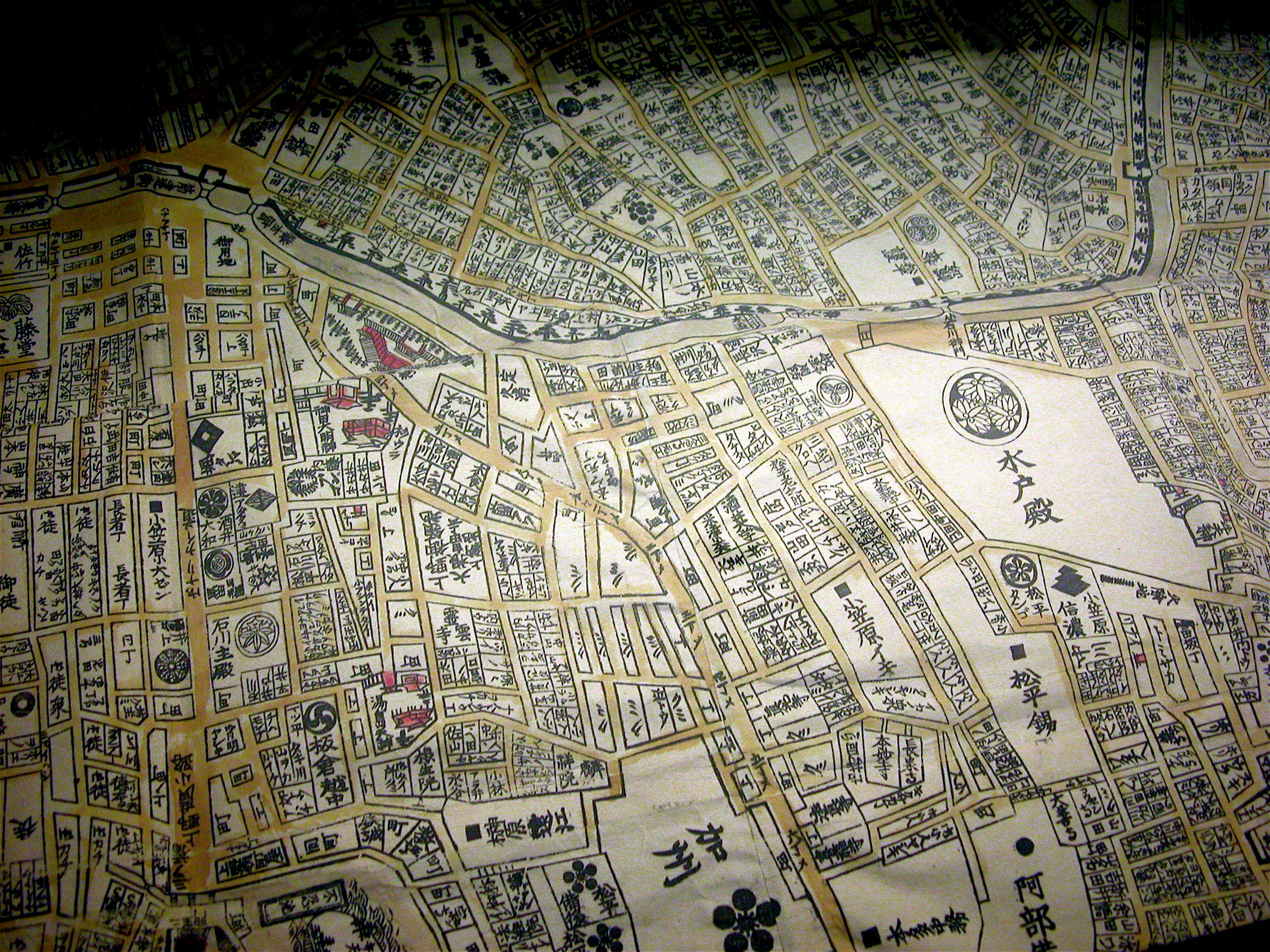
日本江户老地图
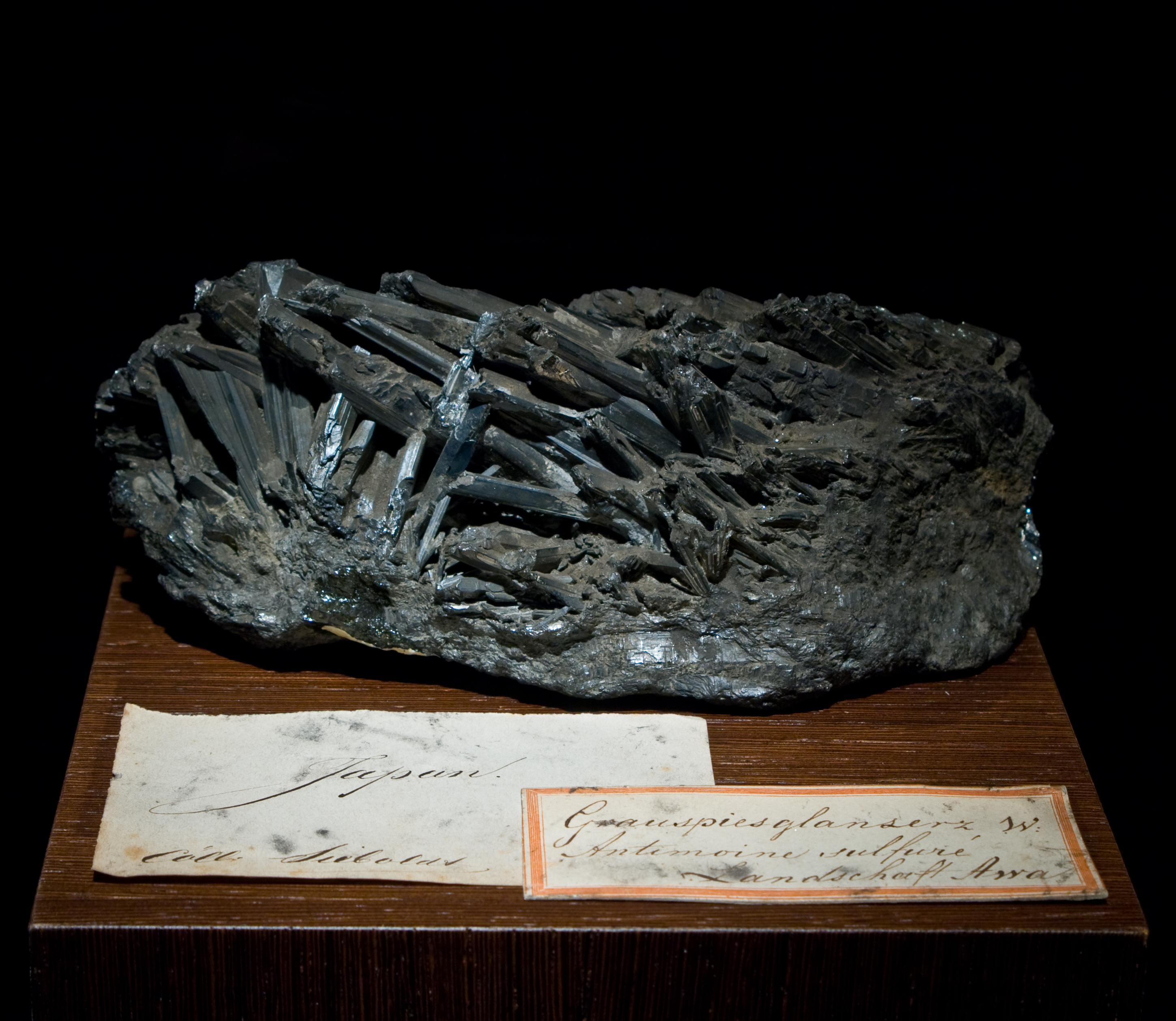
锑矿石
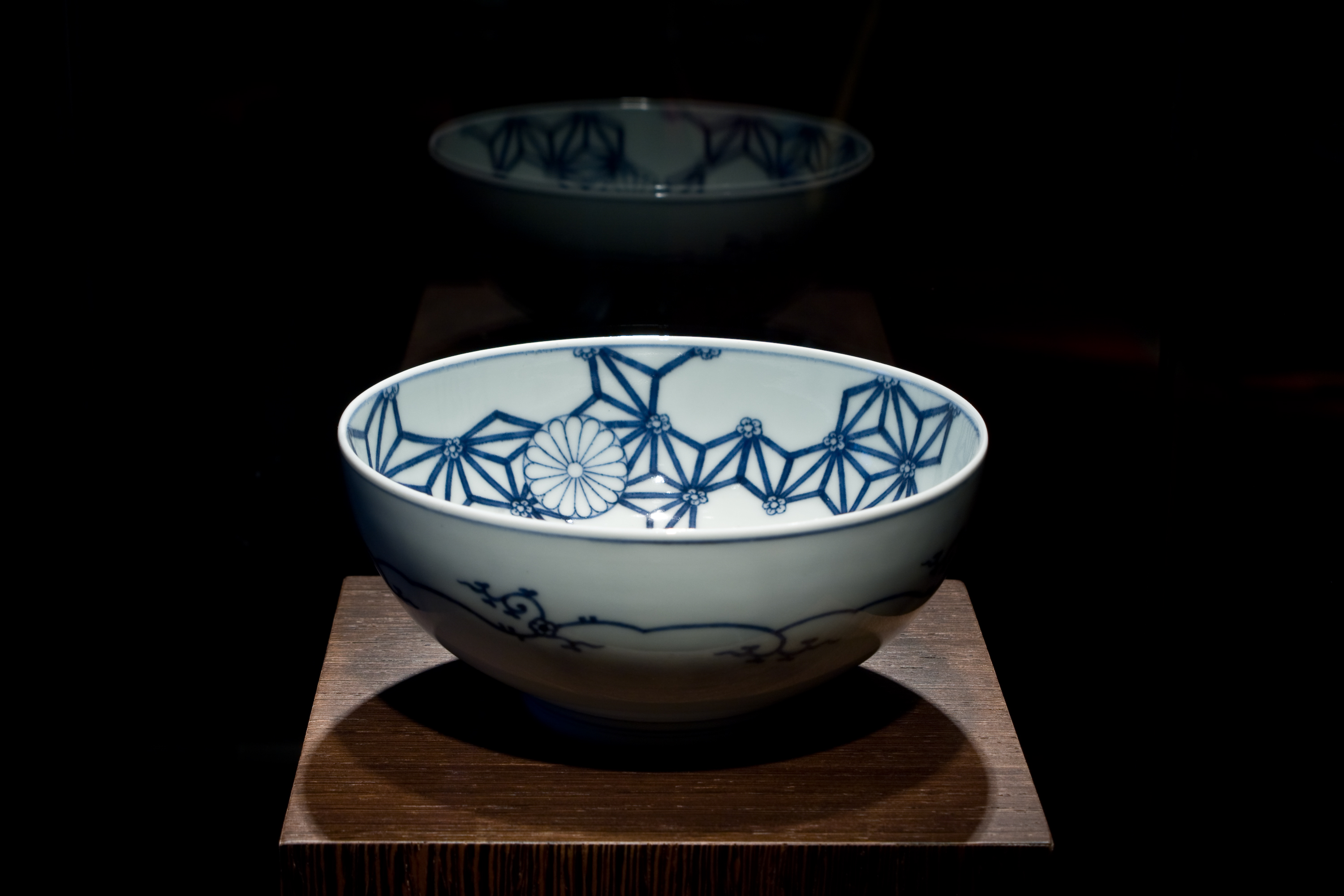
平户的风格化菊花瓷碗，上有日本天皇纹章
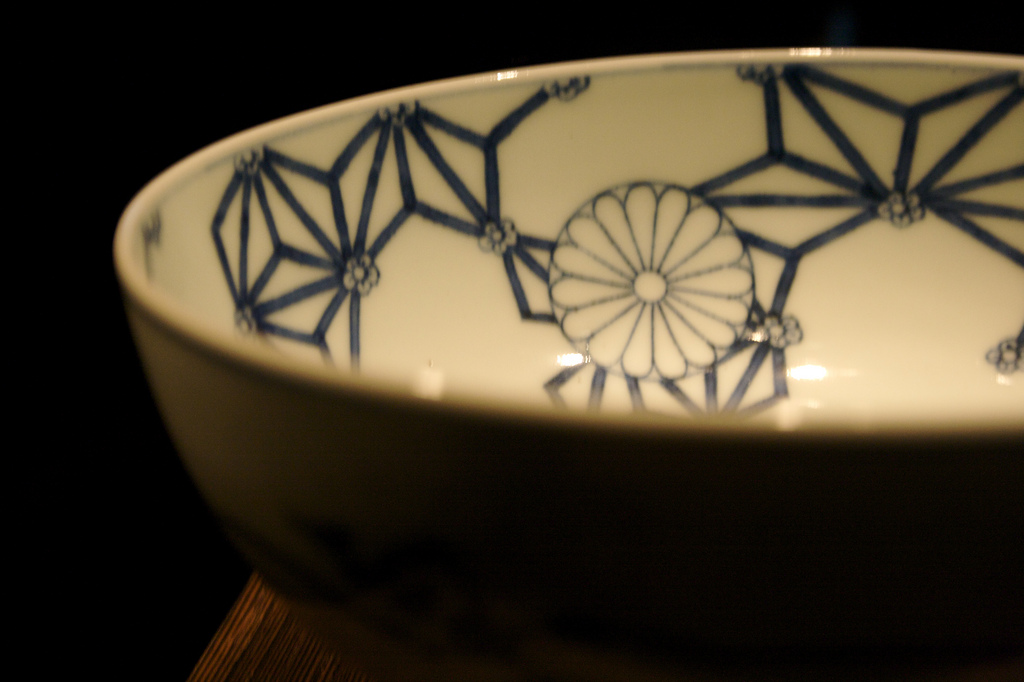
平户菊花瓷碗细部
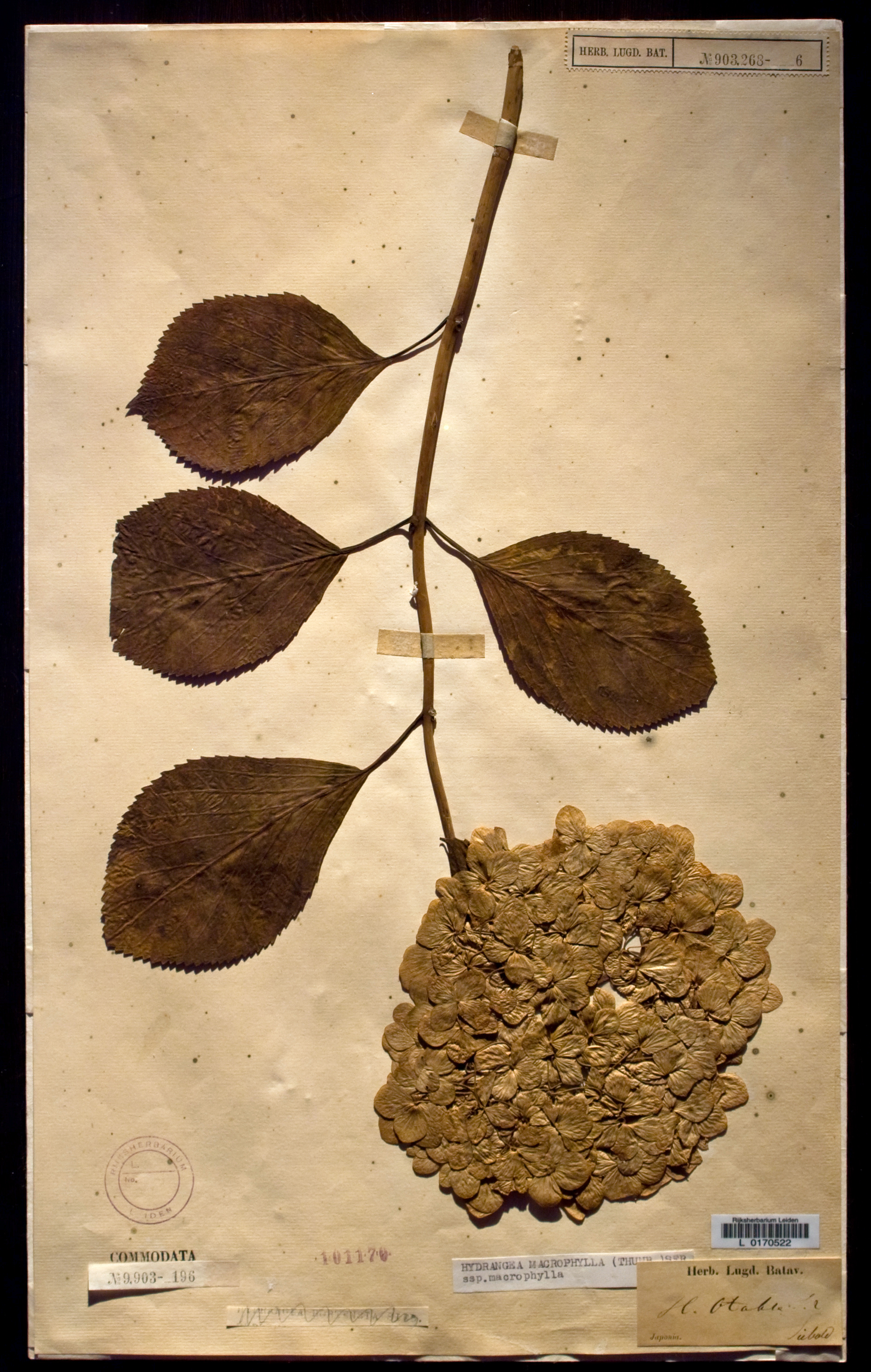
绣球花（Hydrangea Otaksa）
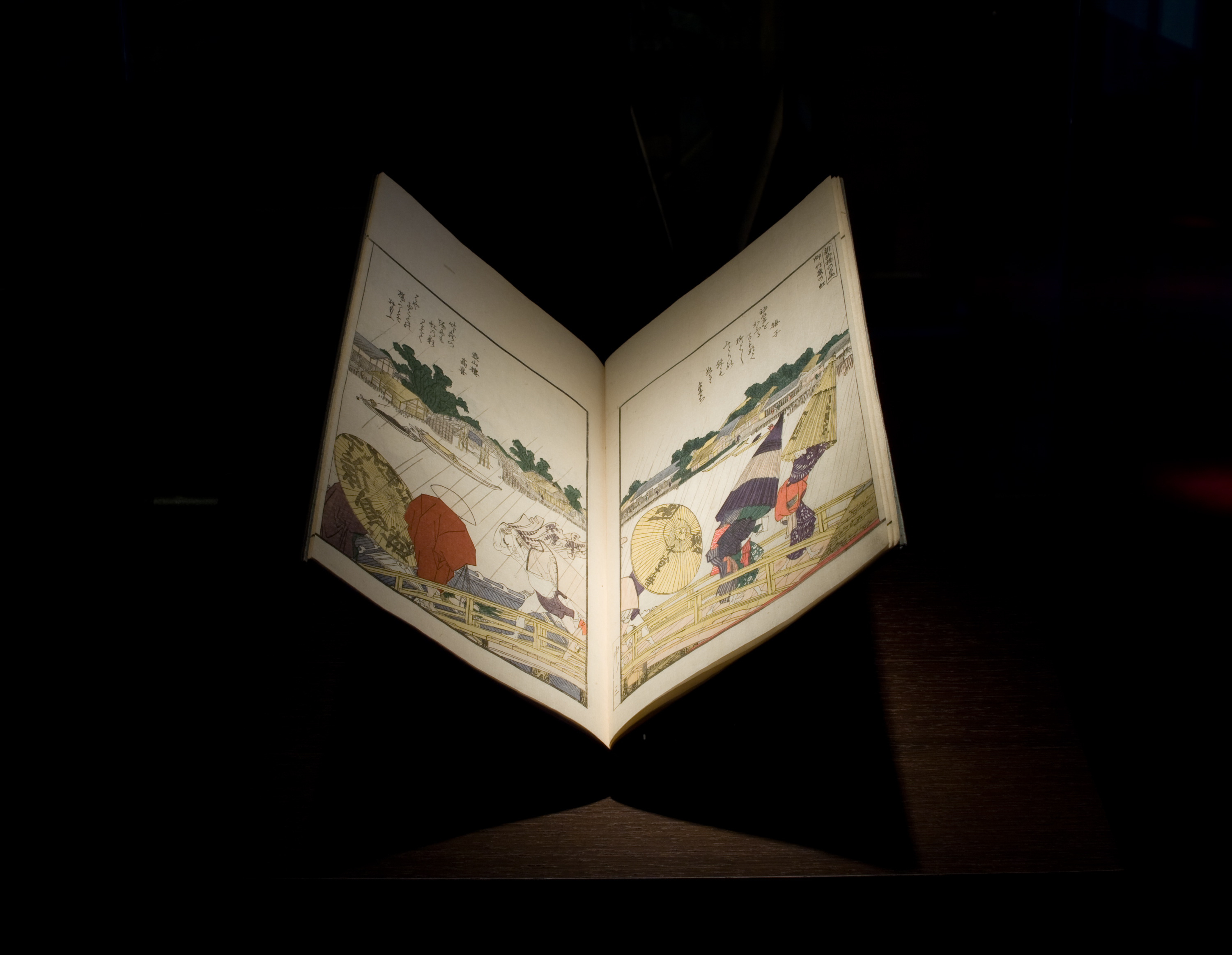
葛饰北斋（1760-1849年）作品
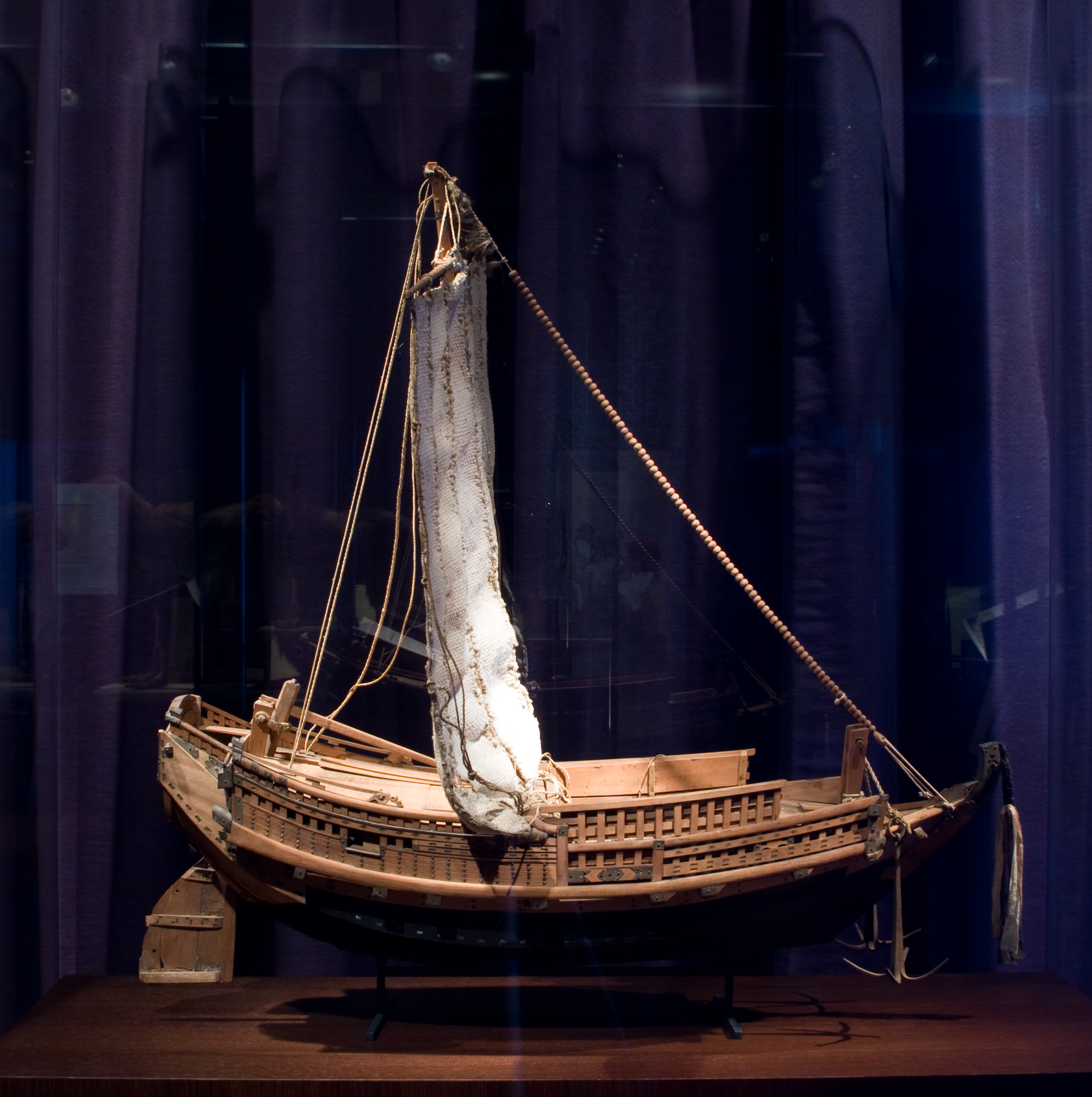
沿海贸易船模型
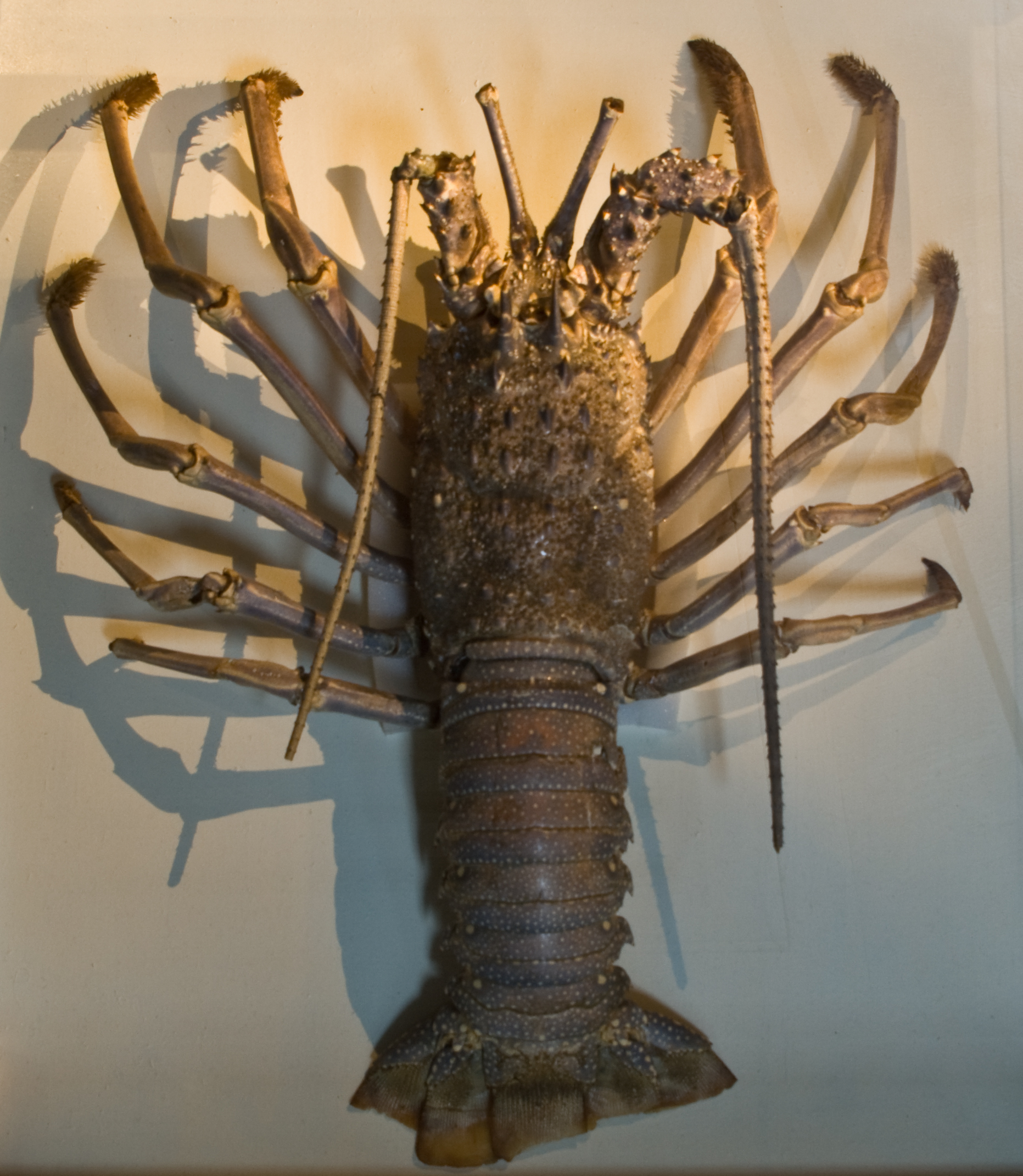
日本龙虾
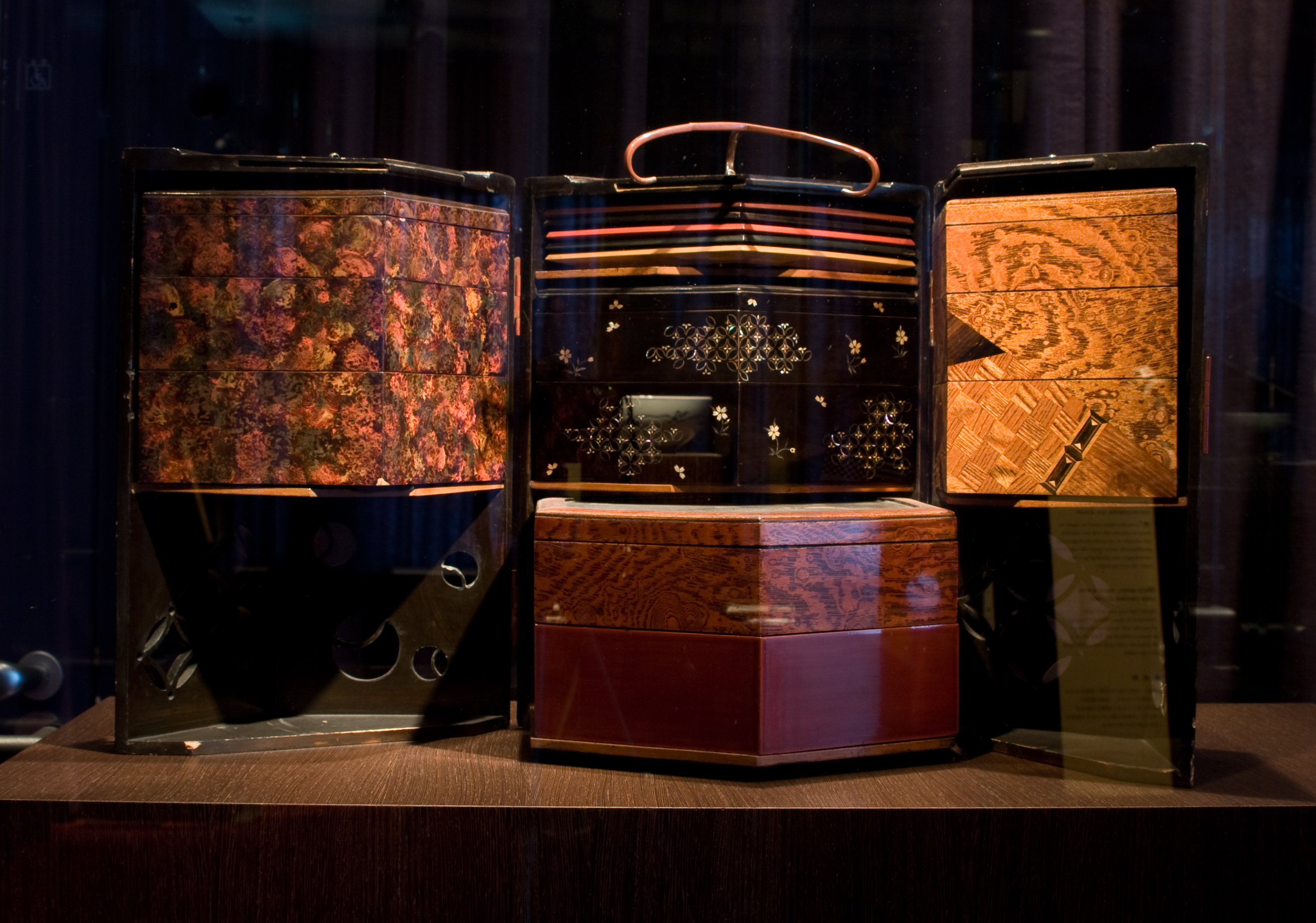
野餐盒
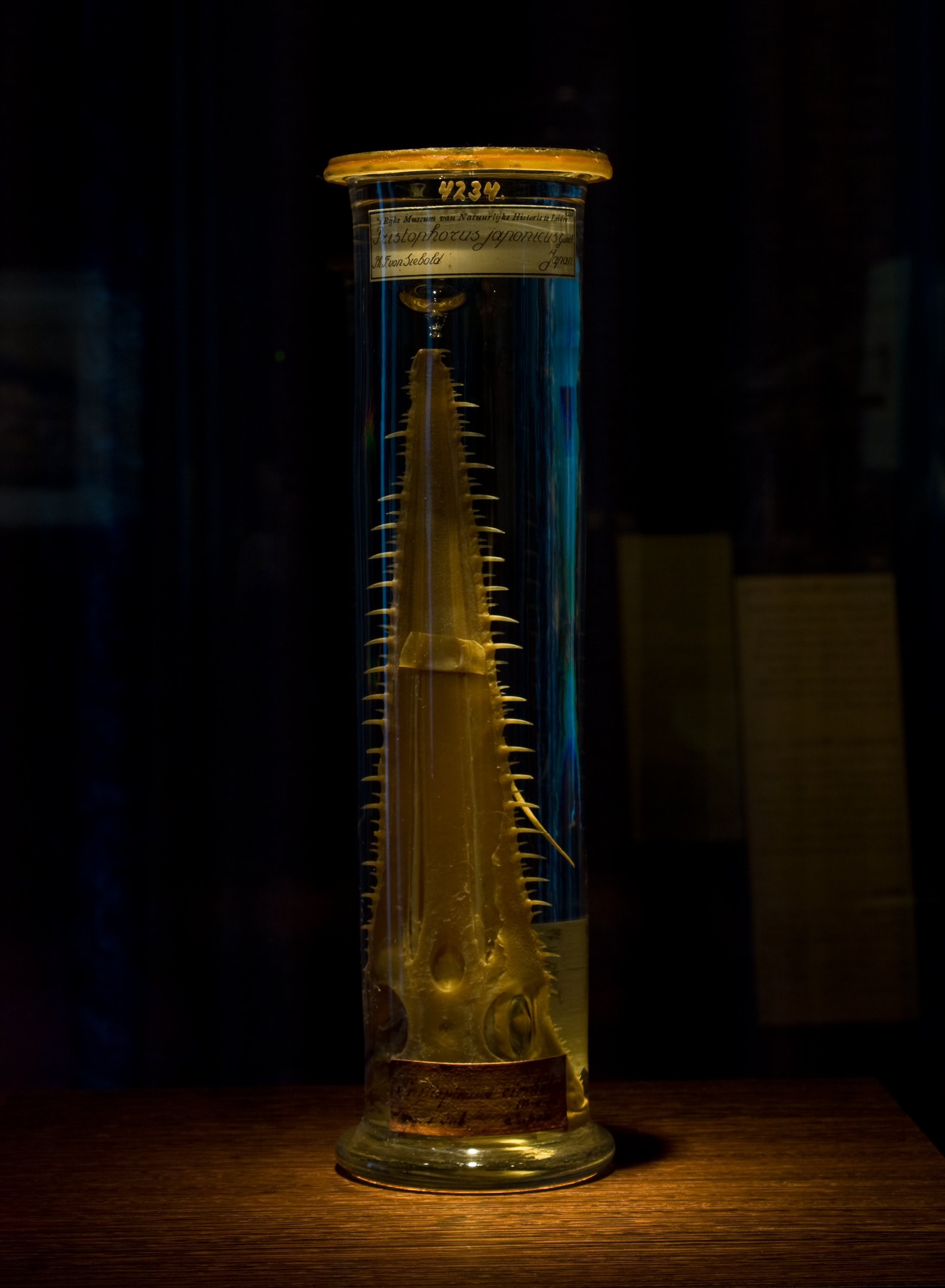
日本锯鲨
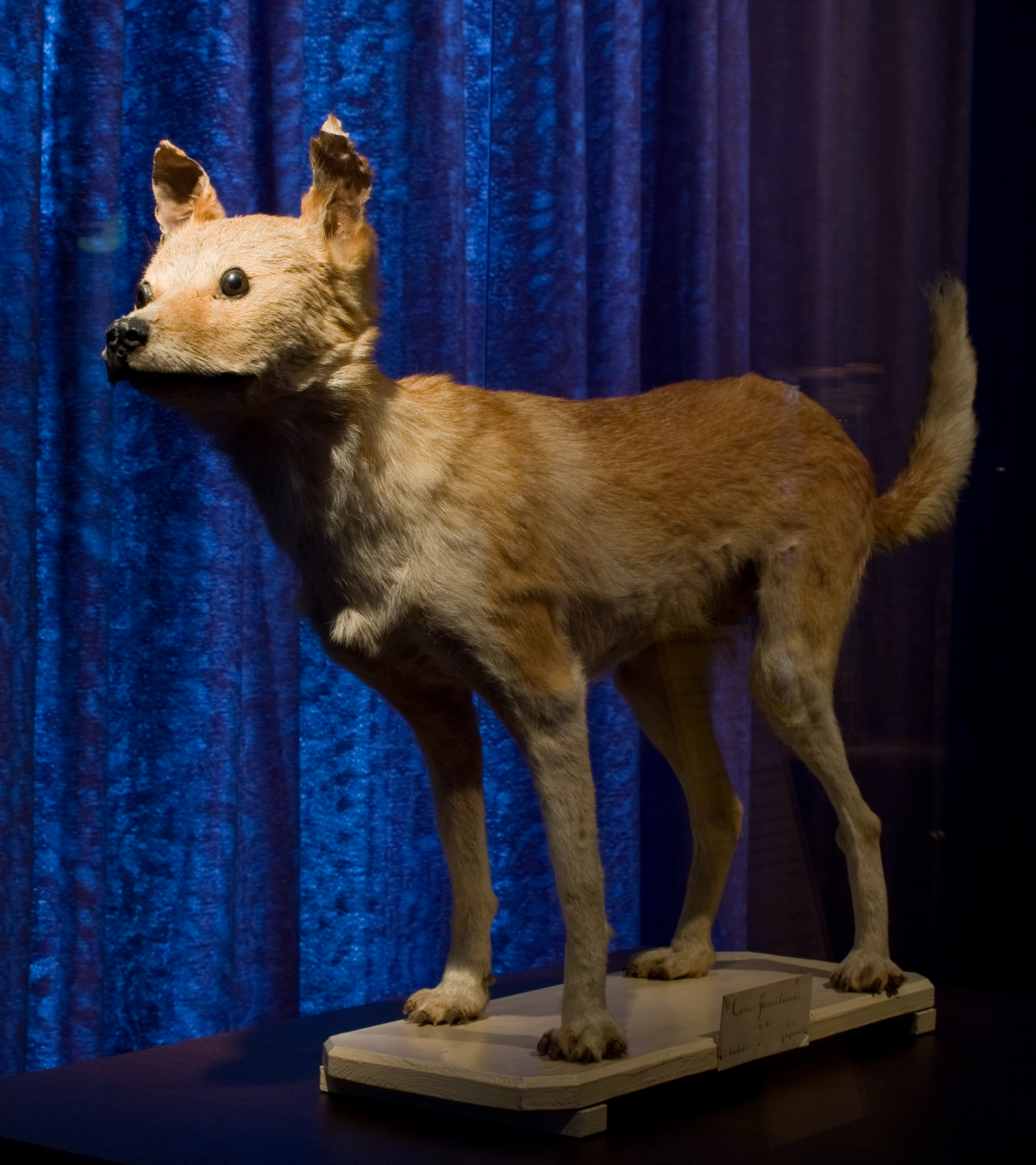
西博尔德的狗
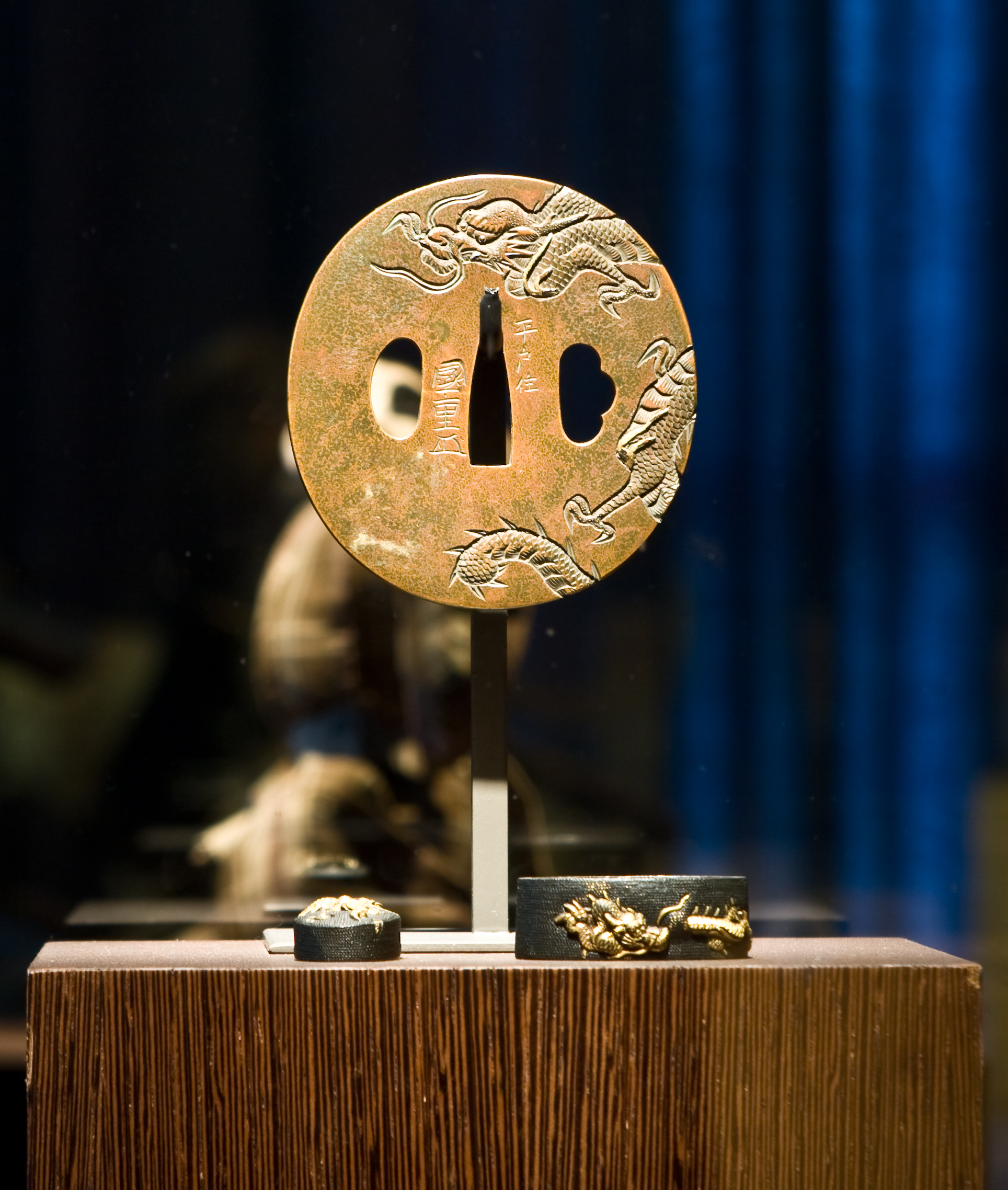
剑鞘口,带羽毛的细绳和钮